# Tor Johnson
Tor Johnson, ursprungligen Karl Erik Tore Johansson, född 19 oktober 1902 i Brännkyrka, död 12 maj 1971 i San Fernando USA, var en svensk fribrottare, som senare blev skådespelare i en mängd lågbudgetskräckfilmer.
Tore Johansson föddes i torpet Stora Nyborg, Brännkyrka (nu på Majstångsvägen i stadsdelen Midsommarkransen i Stockholm), föräldrarna var stenarbetaren Karl Johan Johansson (född 28 september 1865 i Härad, död 15 april 1929 i Stockholm) och hans hustru Lovisa Kristina Pettersson (född 4 augusti 1867 i Österåker, död 25 mars 1928 i Stockholm). Han tycks också ha haft tre äldre systrar. När han var två år gammal flyttade familjen till Stockholm, där man bodde på olika adresser kring Hornstull.
Efter att ha suttit en tid i fängelse för stöld utvandrade han till Amerika 1920. Han tycks ha återvänt till Sverige efter en tid, men i mars 1923 flyttade han definitivt till USA tillsammans med sin fästmö Greta Maria Alfrida Johansson (född 9 augusti 1898 i Stockholm).
I USA uppträdde han som professionell brottare (han lär ha vägt upp till 180 kilo), men började också få småroller i diverse lågbudgetfilmer. Som brottare gjorde han återbesök i Sverige år 1947, han uppträdde då under pseudonymen "King-Kong".
I början av 1950-talet lärde han känna filmregissören Ed Wood och kom att medverka i flera av hans filmer; mest känd är hans roll i Plan 9 from outer space. 
År 1971 avled Tor Johnson av hjärtfel på San Fernando Valley Hospital i San Fernando. Han ligger begravd i  Eternal Valley Memorial Park i Newhall.

## Filmografi (urval)
- 1944 – Spöket på Canterville
- 1947 – Två glada sjömän i Rio
- 1948 – I valet och kvalet
- 1950 – Olycksfåglarna i främlingslegionen
- 1950 – Bort med tassarna
- 1952 – Shanghajad i Frisco
- 1952 – Damen i järnmasken
- 1953 – Houdini
- 1955 – Mammas gosse
- 1956 – Karusell
- 1956 – Bride of the Monster
- 1959 – Plan 9 from Outer Space
- 1959 – The Night of the Ghouls
- 1961 – The Beast of Yucca Flats
- 1968 – Head